# فرنسيس فورمان
فرنسيس فورمان (بالإنجليزية: Francis Furman)‏ هو شخصية أعمال أمريكي، ولد في 1816، وتوفي في 1899.